# 孫策の江東平定
孫策の江東平定（そんさくのこうとうへいてい）は、後漢末期の195年から199年に孫策が起こした一連の戦いである。孫策はこの戦いにて熾烈な勢いで江東一帯を電撃的制覇し、基盤を築き、後に成立する呉王朝の基礎となった。電撃的制覇により基盤を構築したことから劉備の荊州江南制圧・入蜀（208年-214年）や曹操の躍進（191年-199年）と対比されることがある。

## 前史
191年、襄陽の戦いで孫堅は戦死し、長子であった孫策は一時的に江都に移り住んだ。孫堅の軍は解体され、主家筋にあたる袁術に吸収されたため、孫策自身も袁術の庇護下に入った。孫策の旗下には、江都で知り合った呂範と、一族である孫河のみが付き従っていた。
192年、袁術に対し孫堅の軍の返還を求めるも、袁術は軍権を渡すことを拒否した。孫策は袁術の勧めで母方の叔父である丹陽太守の呉景を頼り挙兵したが、丹陽に割拠していた一揆の首領祖郎に攻められ大敗し、全滅に近い被害を受けた。のち孫策は呉景の建言に従って孫河、呂範らと共に合力し、祖郎を攻撃して敗走させた。194年、袁術の元に戻った孫策は、再度袁術に対し孫堅の軍の返還を求め、袁術はそれを認め1000人強の兵を得る。数こそ少なかったが、その中には朱治、黄蓋、韓当、程普といった、孫堅軍の中核を成した武将たちが揃っていた。袁術はこの時、孫策を九江太守にすることを約束するが、すぐに約束を破って陳紀を九江太守に任命した。
その後袁術は徐州攻撃を計画し、準備のために廬江太守の陸康から3万石の兵糧援助を要求した。だが、陸康は拒否したため袁術の恨みを買い、袁術は孫策を送り込み陸康を攻撃させた。このとき袁術は孫策に対し、九江太守に任命しなかったことを詫び、陸康を倒せば廬江太守とすることを約束した。しかし、孫策が陸康を打ち倒し帰還すると、またしても袁術は約束を反故にし、自分の配下である劉勲を廬江太守に任命した。孫策は袁術に失望し、江東で自立する機会をうかがうようになる。
当時中国東南部の揚州は、朝廷から派遣された正式な刺史である劉繇の管轄下にあった。しかし、彼が支配下に置いていたのは揚州6郡の中でも丹陽、呉、会稽、豫章のみであり、長江を挟んで北にある九江と廬江は袁術が実効支配していた。当時の揚州の治所は九江郡にある寿春であったが、寿春は袁術の本拠地であったため、劉繇はこれを避けて丹陽郡の曲阿県を拠点としていた。当初劉繇は、曲阿で勢力を持っていた呉景と孫賁に自分のことを支持させていたが、袁術が揚州全域支配を目指して軍事活動を起こし劉繇と敵対するようになると、袁術から官位を受けていた呉景と孫賁が邪魔になったことから、樊能・張英を用い彼らを追放し、呉景と孫賁は九江郡の歴陽まで逃れた。呉景と孫賁は袁術を頼り反攻する構えを見せたため、劉繇は樊能と于糜を長江の横江津（現在の安徽省和県南東）に、張英を長江の当利口（現在の安徽省和県東）にそれぞれ駐屯させ防御を固めた。袁術は劉繇に対抗するため恵衢を揚州刺史に任命し、孫賁、呉景と共に劉繇と戦わせたが、1年かかっても破ることはできなかった。

## 戦いの経過

### 劉繇を破る
195年、孫策は補佐役であった朱治の勧めもあり、劉繇と対峙している叔父の呉景の援軍に赴くことを袁術に申し出る。袁術はこれを承諾し、上表して孫策を折衝校尉とし殄寇将軍を代行させた。出発前、孫策の軍勢はわずか千人余り、騎馬は数十匹、賓客のうち従軍を願う者は数百人であったが、歴陽に到達する頃には多くの兵が孫策軍に加わり、最初1,000人強しかいなかった孫策軍は5,000人以上に膨れ上がっていた。この中には、周瑜・蔣欽・周泰・陳武・凌操ら孫呉を支える主要な面々が集まっていた。
孫策は長江を渡ると、瞬く間に張英が守る当利口と樊能・于糜が守る横江津を制圧し、劉繇が篭っていた牛渚の要塞も陥落させた。孫策は大量の食料や軍需物資を奪い、劉繇は曲阿に逃走した。更に孫策は劉繇を攻め、劉繇の部将である秣陵城の彭城国相薛礼・県南の下邳国相笮融に狙いを定めた。孫策はまず笮融を攻撃したが、笮融が兵を出してきたので交戦となり、五百級余りの首を斬った。笮融はそこで陣門を閉ざして動こうとしなくなった。そこで孫策は長江を渡って薛礼を攻撃すると、薛礼は攻撃に屈し逃走した。ところが樊能・于糜らは再び軍勢をかき集め、牛渚の屯営を襲撃して奪った。孫策はそれを聞き、引き返して樊能らを攻め破り、男女一万人余りを捕虜にした。その後孫策は再び長江を下って笮融を攻めたが、流れ矢に当たって股を傷付けてしまった。馬に乗ることさえできなかったため、輿で担がれて牛渚の屯営に引き返した。孫策が死んだと思った笮融は部下の于慈をやって孫策を追撃させたが、孫策は伏兵を後方に配置させておき、的が出てきて攻撃を仕掛けてきたとき、矛先を交えないうちに偽って逃走すると、賊は追いかけてきて伏兵の中に飛び込んだ。そこで彼らを大いに撃破し、千級余りの首を斬った。勢いに乗った孫策の軍勢は、笮融の陣営に攻撃して、左右の者に「孫策はここにあり！」と叫ばせた。笮融は恐れてしまい、濠を深くして、ますます陣営を固めた。そこで、孫策は笮融を捨て置き、劉繇の別働隊の部将を広陵郡海陵県で打ち破り、さらに同郡の湖熟県・江乗県を占領した。
この頃、青州東萊郡の太史慈は劉繇の元に身を寄せていた。劉繇軍の中には太史慈を大将軍に任命して当たらせれば、と進言する者もいたが、客将を重く用いることで部下に笑われること劉繇は心配し、太史慈には偵察任務だけを与えた。太史慈は同じく偵察に出ていた孫策ら十三騎と出くわし、これに正面から打ちかかったが、両軍が殺到したため両者は退いた。
その後、孫策に恐れをなした劉繇は曲阿では持ちこたえられないと判断して逃亡し、劉繇配下の郡守たちも守備を放棄して、劉繇と会稽郡丹徒県で合流して長江を渡って豫章郡彭沢県を拠点とした。また、劉繇を失った太史慈は反乱軍を糾合し、丹陽太守を自称して孫策に対抗した。
曲阿県に入った孫策は今まで戦った部下たちに恩賞を労い、多くの民を安定させるように治安の秩序に尽力したため、揚州は安定した。同時に孫策は寛大な政令を出した。「劉繇・笮融の配下の中でも降伏したり帰順する者がいれば、快く歓迎して一切の罪を問わぬこと。また、従軍を希望する者がいれば、その家族の賦役を免除せよ。さらに従軍を拒む者がいれば、そのままにして強制してはならない」という内容であった。多くの人々はこれに狂喜し、わずか十日間で四方から多くの募兵志願者が集まり、孫策の軍勢は3万人ほど増加し、孫策の勢いはますます強大となった。地盤を確保した孫策であったが、袁術との関係を維持するため、袁術から借り受けた兵のうち、叔父の呉景、従弟の孫賁の軍を返還した。
一方、豫章郡に入った劉繇であったが、その時豫章では太守の座を巡って諸葛玄と朱皓との間に争いが起きていた。劉繇は笮融に命じて諸葛玄を殺害させて朱皓を太守の座に就けたが、笮融が突如朱皓を殺害して豫章の支配権を奪い取った。劉繇はこれと戦い何とか追い出すことに成功し、笮融は付近の住民に捕らえられ殺された。その後間もなく劉繇は死去し、豫章太守には朝廷から派遣された華歆が就いた。

### 呉郡攻略
曲阿占領と同時期に、孫策配下の朱治は一軍を率いて銭唐から呉郡に向かい、これを阻もうとした呉郡太守の許貢と由拳で一戦し、これを破った。許貢は呉郡南にいる豪族の厳虎を頼り落ち延びたため、朱治は呉郡に入り太守の職務を遂行した。これによって呉郡は孫策の勢力下に入った。

### 会稽郡攻略
196年、劉繇を破った孫策は、厳虎や会稽太守王朗の討伐を計画した。この際、呉景は先に厳虎を討つよう進言したが、孫策は群盗に過ぎないとして、王朗の撃破を優先した。孫策は回り道に軍隊を率いて南呉郡の厳虎の拠点を迂回し、杭州湾の南岸に沿って王朗に向けて進軍した。孫策が会稽に進出して来ると、功曹の虞翻が逃亡を進言したが、王朗はこれを却下した。
王朗は孫策を迎え撃つため、杭州湾の先端にある銭塘江に軍を進めた。孫策は進軍中に叔父の孫静を呼び寄せ、孫静はそれに応じ一族を引き連れて銭唐において孫策に合流した。王朗軍は銭塘江の対岸にある固陵に駐屯して守りを固め、孫策は数度攻撃を試みたが防備を突破できなかった。そこで孫静は孫策に、要害を背にして城に立てこもっている王朗を直接攻めず、南へ数十里離れた要衝の査瀆を攻め取り、そこを足場とするよう進言し容れられた。孫策は夜を待ち、数百個の甕を並べて火を燃やさせ、王朗を欺いてその隙に川を渡った。そして、軍勢を分けて査瀆への道を進み、孫静を先鋒にして査瀆から、高遷にある王朗の軍営を襲撃した。
知らせを受けた王朗は大いに驚き、前丹陽太守の周昕らを出撃させた。孫策は周昕らを撃破してその首を斬り、勝利の勢いに乗って会稽郡を平定した。王朗は城を放棄し船で東冶に逃れたが、孫策が追撃をかけてきたため、さらに大敗した。このためついに王朗は孫策に投降し、降伏が遅れたことを素直に謝罪した。孫策も王朗が儒学教養豊かで、謙虚な人物であったため処刑せずに許した。このとき孫策は会稽太守を自称し、王朗配下の虞翻を招聘し仕えさせた。

### 厳虎、王晟らとの戦い
孫策が会稽郡を攻略したとき、広陵郡海西に駐屯していた下邳の名族である陳瑀は呉郡太守を自称し、孫策の領地を奪取せんと企てて、呉郡南で一大勢力を築いていた厳虎と同盟を結んだ。孫策は、陳瑀が銭塘に出てくると呂範・徐逸を海西にやって陳瑀を攻撃させた。陳瑀は大敗し、大将陳牧は呂範に討たれ、軍民合わせて4,000人あまりを孫策に奪われた。一方、厳虎は弟の厳輿を和睦の使者として孫策のもとへ送ったが、その場で厳輿が孫策に殺されてしまったために意気喪失し、余杭にいた許昭の下に落ち延びた。
また、呉郡烏程県の人の鄒他・銭銅や前合浦太守だった嘉興県の人の王晟たちがそれぞれ一万余の軍勢を率いて孫策に抵抗した。孫策は自ら討伐に向かい、これらを撃破した。この時生母の呉氏が「王晟どのは、かつてお前のお父上とは家族ぐるみで挨拶するほどの親しい仲でした。彼の子弟たちはこの世になく、彼だけが残っています。お父上の旧友の誼として、彼一人でも見逃しておくれ」といったため、孫策は母の言葉に従い、王晟は見逃して、その他の鄒他・銭銅とその一族は皆殺しの刑に処した。

### 袁術からの離反
197年、孫策の力が強大化するのを怖れた袁術は、一族の袁胤を丹陽太守に任じ、孫策への備えとしようとした。しかし、袁術による丹陽支配を快く思わない孫策配下の徐琨に攻撃され、袁胤は丹陽から追放された。またこの時期、袁術は皇帝になる計画を進めており、孫策はそれを聞くと袁術に手紙を送り諌めた。袁術はそれを無視し、袁術は寿春を都として皇帝に即位した。これを契機に孫策は袁術を完全に見限り、独立を決意した。孫策の独立を聞くと、一時袁術の配下にいた周瑜は魯粛を連れて再度孫策の元へ合流する。また、呉景、孫賁も袁術を見限り、孫策に従う事となった。孫策は、朝廷から袁術討伐の詔勅を被り、討逆将軍に昇進して呉侯の称号を受けた。

### 祖郎、太史慈との戦い
197年、独立した孫策を深く恨んだ袁術は、丹陽郡に未だ勢力を保っていた祖郎に印綬を送って孫策の背後を突かせようとした。孫策は孫輔・呂範と共に陵陽に進軍して祖郎を破り、生け捕りにした。かつて孫策は祖郎との争いで命を落としかけたことがあったが、祖郎の才能を惜しんで恨みを忘れ配下に迎えたため、祖郎は頭を打ち付けて孫策に謝罪した。
また、丹陽太守を自称していた太史慈は丹陽郡の涇県城に立て籠もっており、山越を従えて孫策に抵抗していた。だが、太史慈は孫策に罠を仕掛けられ捕らえられた。しかし、彼の武勇を聞き知っていた孫策は、太史慈の縄を自ら解き、折衝中郎将に任じた上で、呉郡に戻ると兵を預けた。孫策の軍勢が帰還する際には太史慈と祖郎は軍の先導役を務めていた。孫策はこれにより涇県の西6県を平定し、江東3郡を完全に掌握した。

### 廬江郡制圧
199年、袁術軍は漢軍に大敗し失意のうちに死去した。袁術配下の楊弘と張勲は袁術の家族を連れて孫策に降伏しようとした。しかし、廬江太守の劉勲は楊弘と張勲らを攻撃して捕らえ、財宝を略奪してその軍勢も吸収した。孫策は劉勲の勢力を危険視し、表向きは友好関係を取り繕いつつ、攻撃の機会を狙っていた。
あるとき、孫策が劉勲に贈り物と共に謙った内容の手紙を送り、豫章郡の上繚の賊を共に討つことを提案してきた。孫策の意図に疑問をもった配下の劉曄は反対したが、劉勲は兵糧確保をする必要もあり、上繚へ出兵した。孫策は劉勲が上繚に向かったと聞くと軍を2つに分けた。孫賁と孫輔は彭沢に残して劉勲を待ち伏せるよう命じ、 孫策は周瑜と共に2万の軍勢を率いて、劉勲が留守の間に廬江の皖城を攻撃して電撃的に落とし、袁術や劉勲の妻子を捕虜にした。またこのとき周瑜は皖県の豪族・喬公のふたりの娘を捕虜にして、姉の大喬を孫策の側室に、妹の小喬を自分の側室とした。
その後孫策は李術を廬江太守に任命し廬江を守らせ、自身は孫賁らを加勢するため彭沢に向かった。 皖城陥落の報に驚愕した劉勲は海昏県に向かおうとしたが、孫賁・孫輔兄弟率いる8,000人の軍勢に撃破された。劉勲は西塞山に篭り、江夏太守の黄祖に援軍を求めた。 黄祖は息子の黄射に水軍をつけて派遣するが、劉勲と黄射は孫権・周瑜らに攻撃されて敗れ、劉勲は進退窮まって数百人の部下を連れて曹操に帰順して列侯に封じられた。孫策は劉勲の水軍を手に入れ、そのまま黄祖討伐に向かった。

### 豫章郡平定
大軍を手中にした孫策は、次の敵として劉表配下の黄祖に攻撃を向ける。父の仇である黄祖とはこれ以上ない因縁があり、孫策が揚州・廬江を手にしたことで目と鼻の先の勢力同士にもなった両者の対立は必至であった。黄祖は劉表に援軍を求め、劉表は劉虎らを増援として派遣した。黄祖ははじめ、劉虎らを孫策と前線で戦わせ自らは後方支援する形で戦ったが、孫策軍は先鋒の劉虎・韓晞をすぐに破って斬首したため、これを見た黄祖は軍を後退して夏口において専守の体勢をとった。戦線が膠着状態に陥ったため、孫策は一時退却し、まずは豫章を平定することを先決とした。
孫策はまず虞翻を豫章太守華歆の元に送って投降させた。豫章南部の廬陵の太守を名乗っていた僮芝には新たな太守を派遣して対立させ、僮芝が病にかかった報を聞くと周瑜を送ってこれを壊滅させた。また、韓当・蔣欽・周泰らを県令に任命して反乱鎮圧に回らせ、呂範を鄱陽、周瑜を巴丘に派遣して反乱勢力を鎮圧した。劉表の抑えとしては太史慈を豫章郡西部の都尉につけた。孫策はここに江東、江南の大部分をその支配下に治めた。

## 戦後
これにより孫策は、江南の揚州一帯を支配下に置くことになり、孫策を危険視した許貢はその驍雄は項羽に似ており、外にあっては必ず世の患いを作る為、中央に召還すべきであると上表した。孫策はこれを知ると許貢を責め詰り、これを処刑した。だが、その直後の200年に孫策は許貢の残党により長江のほとりで襲撃されて重傷を負い、それが原因で死亡する。孫策の後を継いだ弟の孫権は、兄より継承された江東に基づいて勢力を拡大し、後に孫権は呉を建国し初代皇帝となる。